# Angol-Korzikai Királyság
Az Angol-Korzikai Királyság Nagy-Britannia egyik bábállama volt 1794 és 1796 között a francia forradalom és az azt követő háborúk alatt.

## Előzmények és a királyság története
A francia forradalom kitörésekor Korzika még csak 20 éve tartozott Franciaországhoz. A korzikai kormányzót, Pasquale Paolit, aki még a monarchia alatt érkezett a szigetre, mint a szabadság és egyenlőség hőse, az alkotmányozó nemzetgyűlés 1789-ben Párizsba hívatta, ahol kitüntették. Ezután már altábornagyként érkezett vissza a szigetre.
Habár Paoli támogatta a forradalmi megmozdulásokat, és szakított a royalista csoportokkal, mégis elborzasztotta XVI. Lajos kivégzése. A Nemzeti Konvent 1793-ban árulással vádolta meg, mivel túlságosan távol tartotta magát a forradalmi eszméktől. Ugyanakkor Paoli, mint Korzika elnöke, bejelentette elszakadását Francia Köztársaságtól. Felkérte a brit kormányt, hogy patronálja a frissen megalakult államot. Terve szerint Korzika is egy Írország-féle része lett volna a brit monarchiának belső önállósággal. Nagy-Britanniának ez kiváló lehetőséget adott a Földközi-tenger menti érdekeltségeinek fejlesztésére.
1794-ben Nagy-Britannia flottát küldött a szigetre Samuel Hood vezetésével. Ezalatt történt meg az az eset, amikor Horatio Nelson Calvi ostroma közben elveszítette jobb szemét.Rövid ideig sikerült Korzikát sikerült brit érdekeltségbe állítani, természetesen Paoli támogatásával.
Ugyanekkor elfogadták az ország angol mintájú alkotmányát. Ebben a király az alkirály vagy kormányzó képviseli a szigeten, választását a parlament és a királyi tanácsnak is engedélyeznie kellett. Emellett létrehoztak egy helyi tanácsot is  Carlo Andrea Pozzo di Borgo vezetésével, aki később elnöki címet kapott.
Paoli kormánya és a britek közti viszonyt mai szemmel is nehezen meghatározhatónak lehet nevezni. A legtöbb hatóságok közti probléma Sir Gilbert királyhű és Paoli republikánus nézetei között támadtak, de mindketten szükségesnek látták Korzika függetlenségét. Az is problémát okozott, hogy Sir Gilbert 1795 elején Bastiába (a brit és francia monarchisták központjába) helyezte át a fővárost Cortéból, ami hagyományosan a sziget szellemi és kulturális központja volt. Miután Spanyolország átállt Franciaország pártjára, Nagy-Britannia, tartva egy esetleges blokádtól, októberben kivonta flottáit a szigetről. A brit parlament meghívta Paolit Londonba, aki az ország emigráns kormányát vezette, reménykedve még a visszatérésben.
1796 október 19-én Franciaország megszállta Bastiát, ezzel Korzika ismét Franciaország egyik megyéjévé vált.

## Angol-Korzikai Királyság alkirálya
- Sir Gilbert Elliot

## Fordítás
- Ez a szócikk részben vagy egészben  az   Anglo-Corsican Kingdom című angol Wikipédia-szócikk ezen változatának fordításán alapul.  Az eredeti cikk szerkesztőit annak laptörténete sorolja fel. Ez a jelzés csupán a megfogalmazás eredetét és a szerzői jogokat jelzi, nem szolgál a cikkben szereplő információk forrásmegjelöléseként.